# Scopula pauperata
Scopula pauperata är en fjärilsart som beskrevs av Walker 1861. Scopula pauperata ingår i släktet Scopula och familjen mätare. Inga underarter finns listade.